# 72. Kongress der Vereinigten Staaten
Der 72. Kongress der Vereinigten Staaten, bestehend aus dem Repräsentantenhaus und dem Senat, war die Legislative der Vereinigten Staaten. Seine Legislaturperiode dauerte vom 4. März 1931 bis zum 4. März 1933. Alle Abgeordneten des Repräsentantenhauses sowie ein Drittel der Senatoren (Klasse II) waren im November 1930 bzw. im September im Bundesstaat Maine bei den Kongresswahlen gewählt worden. Dabei ergab sich im Senat eine Mehrheit für die Republikanische Partei, die auch im Repräsentantenhaus zunächst eine knappe Mehrheit stellten. Die Demokraten schafften es aber bis zum Oktober 1931 die Mehrheit zu erlangen. Das wurde durch Nachwahlen für verstorbene oder zurückgetretene Abgeordneten möglich. Zum Zeitpunkt der ersten Sitzung im Dezember 1931 hatten sie bereits die Mehrheit im Repräsentantenhaus. Zur Zeit des 72. Kongresses amtierte der Republikaner Herbert Hoover als US-Präsident. Der Kongress tagte in der amerikanischen Bundeshauptstadt Washington, D.C. Die Vereinigten Staaten bestanden damals aus 48 Bundesstaaten. Die Sitzverteilung im Repräsentantenhaus basierte auf der Volkszählung von 1910. (Wegen fehlender politischer Mehrheiten wurde die eigentliche Anpassung nach den Zahlen der Volkszählung von 1920 nicht vorgenommen. Die nächste Anpassung erfolgte erst im Jahr 1933 mit den Daten der Volkszählung von 1930).

## Wichtige Ereignisse
Die gesamte Legislaturperiode war von der großen Weltwirtschaftskrise und den mit ihr verbundenen Problemen jener Jahre überschattet. Dazu gehören unter anderem Bankenzusammenbrüche, rapide ansteigende Arbeitslosenzahlen und daraus resultierende Unzufriedenheit der Bevölkerung, die sich auch in politischen Demonstrationen widerspiegelt.
- 4. März 1931: Beginn der Legislaturperiode des 72. Kongresses
- 28. Juli 1932: Die sogenannte Bonus Army wird aufgelöst.
- 8. November 1932: Präsidentschafts- und Kongresswahlen in den Vereinigten Staaten. Die Demokraten schaffen einen erdrutschartigen Sieg in beiden Kongresskammern. Franklin D. Roosevelt, ebenfalls Demokrat, wird zum künftigen Präsidenten gewählt (Amtsantritt 4. März 1933).

## Die wichtigsten Gesetze
In den Sitzungsperioden des 72. Kongresses wurden unter anderem folgende Bundesgesetze verabschiedet (siehe auch: Gesetzgebungsverfahren):
- 22. Januar 1932: Reconstruction Finance Corporation
- 23. März 1932: Norris-LaGuardia Act
- 6. Juni 1932: Revenue Act of 1932
- 22. Juli 1932: Federal Home Loan Bank Act
- 3. März 1933: Buy American Act

## Zusammensetzung nach Parteien

### Senat
- Demokratische Partei: 47
- Republikanische Partei: 48 (Mehrheit)
- Sonstige: 1
- Vakant: 0

Gesamt: 96

### Repräsentantenhaus
- Demokratische Partei: 220 (Mehrheit)
- Republikanische Partei: 207
- Sonstige: 1
- Vakant: 7

Gesamt: 435
(Stand 16. Februar 1933)
Außerdem gab es noch fünf nicht stimmberechtigte Kongressdelegierte.

## Amtsträger

### Senat
- Präsident des Senats: Charles Curtis (R)
- Präsident pro tempore: George H. Moses (R)

#### Führung der Mehrheitspartei
- Mehrheitsführer: James Eli Watson (R)
- Mehrheitswhip: Simeon D. Fess (R)

#### Führung der Minderheitspartei
- Minderheitsführer: Joseph Taylor Robinson (D)
- Minderheitswhip: Morris Sheppard (D)

### Repräsentantenhaus
- Sprecher des Repräsentantenhauses: John Nance Garner (D). (Zum Zeitpunkt der ersten Sitzung des 72. Kongresses am 7. Dezember 1931 hatten bereits die Demokraten die Mehrheit und sie wählten mit Garner einen Abgeordneten aus ihren Reihen).

#### Führung der Mehrheitspartei
- Mehrheitsführer: Henry T. Rainey (D)

#### Führung der Minderheitspartei
- Minderheitsführer: Bertrand Snell (R)

## Senatsmitglieder
Im 72. Kongress vertraten folgende Senatoren ihre jeweiligen Bundesstaaten:
| Alabama - 2. John H. Bankhead (D) - 3. Hugo Black (D) Arizona - 1. Henry F. Ashurst (D) - 3. Carl Hayden (D) Arkansas - 2. Joseph Taylor Robinson (D) - 3. Thaddeus H. Caraway (D) bis zum 6. November 1931 - Hattie Caraway (D) ab dem 13. November 1931 Kalifornien - 1. Hiram Johnson (R) - 3. Samuel M. Shortridge (R) Colorado - 2. Edward P. Costigan (D) - 3. Charles W. Waterman (R) bis zum 27. August 1932 - Walter Walker (D) vom 16. September bis zum 6. Dezember 1932 - Karl C. Schuyler (R) ab dem 7. Dezember 1932 Connecticut - 1. Frederic C. Walcott (R) - 3. Hiram Bingham (R) Delaware - 1. John G. Townsend (R) - 2. Daniel O. Hastings (R) Florida - 1. Park Trammell (D) - 3. Duncan U. Fletcher (D) Georgia - 2. William J. Harris (D) bis zum 18. April 1932 - John S. Cohen (D) vom 25. April 1932 bis zum 11. Januar 1933 - Richard B. Russell (D) ab dem 12. Januar 1933 - 3. Walter F. George (D) Idaho - 2. William Borah (R) - 3. John W. Thomas (R) Illinois - 2. J. Hamilton Lewis (D) - 3. Otis F. Glenn (R) Indiana - 1. Arthur Raymond Robinson (R) - 3. James Eli Watson (R) Iowa - 2. Lester J. Dickinson (R) - 3. Smith W. Brookhart (R) Kansas - 2. Arthur Capper (R) - 3. George McGill (D) Kentucky - 2. Marvel M. Logan (D) - 3. Alben W. Barkley (D) Louisiana - 2. Huey Long (D) ab dem 25. Januar 1932 - 3. Edwin S. Broussard (D) Maine - 1. Frederick Hale (R) - 2. Wallace H. White (R) Maryland - 1. Phillips Lee Goldsborough (R) - 3. Millard Tydings (D) Massachusetts - 1. David I. Walsh (D) - 2. Marcus A. Coolidge (D) Michigan - 1. Arthur H. Vandenberg (R) - 2. James J. Couzens (R) Minnesota - 1. Henrik Shipstead (Farmer Labor Party) - 2. Thomas David Schall (R) Mississippi - 1. Hubert D. Stephens (D) - 2. Pat Harrison (D) Missouri - 1. Roscoe C. Patterson (R) - 3. Harry B. Hawes (D) bis zum 3. Februar 1933 - Bennett Champ Clark (D) ab dem 3. Februar 1933 Montana - 1. Burton K. Wheeler (D) - 2. Thomas J. Walsh (D) bis zum 2. März 1933 | Nebraska - 1. Robert B. Howell (R) - 2. George W. Norris (R) Nevada - 1. Key Pittman (D) - 3. Tasker Oddie (R) New Hampshire - 2. Henry W. Keyes (R) - 3. George H. Moses (R) New Jersey - 1. Hamilton Fish Kean (R) - 2. Dwight Morrow (R) bis zum 5. Oktober 1931 - William Warren Barbour (R) ab dem 1. Dezember 1931 New Mexico - 1. Bronson M. Cutting (R) - 2. Sam G. Bratton (D) New York - 1. Royal S. Copeland (D) - 3. Robert F. Wagner (D) North Carolina - 2. Josiah William Bailey (D) - 3. Cameron A. Morrison (D) bis zum 4. Dezember 1932 - Robert Rice Reynolds (D) ab dem 5. Dezember 1932 North Dakota - 1. Lynn Frazier (R) - 3. Gerald Nye (R) Ohio - 1. Simeon D. Fess (R) - 3. Robert J. Bulkley (D) Oklahoma - 2. Thomas Gore (D) - 3. Elmer Thomas (D) Oregon - 2. Charles L. McNary (R) - 3. Frederick Steiwer (R) Pennsylvania - 1. David A. Reed (R) - 3. James J. Davis (R) Rhode Island - 1. Felix Hebert (R) - 2. Jesse H. Metcalf (R) South Carolina - 2. James F. Byrnes (D) - 3. Ellison D. Smith (D) South Dakota - 2. William J. Bulow (D) - 3. Peter Norbeck (R) Tennessee - 1. Kenneth McKellar (D) - 2. Cordell Hull (D) Texas - 1. Tom Connally (D) - 2. Morris Sheppard (D) Utah - 1. William H. King (D) - 3. Reed Smoot (R) Vermont - 1. Porter H. Dale (R) - 3. Frank C. Partridge (R) bis zum 31. März 1931 - Warren Austin (R) ab dem 1. April 1931 Virginia - 1. Claude A. Swanson (D) - 2. Carter Glass (D) Washington - 1. Clarence Dill (D) - 3. Wesley Livsey Jones (R) bis zum 19. November 1932 - Elijah S. Grammer (R) ab dem 22. November 1932 West Virginia - 1. Henry D. Hatfield (R) - 2. Matthew M. Neely (D) Wisconsin - 1. Robert M. La Follette Jr. (R) - 3. John J. Blaine (R) Wyoming - 1. John B. Kendrick (D) - 2. Robert D. Carey (R) |

## Mitglieder des Repräsentantenhauses
Folgende Kongressabgeordnete vertraten im 72. Kongress die Interessen ihrer jeweiligen Bundesstaaten:
| Alabama 10 Wahlbezirke - 1. John McDuffie (D) - 2. J. Lister Hill (D) - 3. Henry B. Steagall (D) - 4. Lamar Jeffers (D) - 5. LaFayette L. Patterson (D) - 6. William Bacon Oliver (D) - 7. Miles C. Allgood (D) - 8. Edward B. Almon (D) - 9. George Huddleston (D) - 10. William B. Bankhead (D) Arizona Staatsweite Wahl - Lewis Williams Douglas (D) bis zum 3. März 1933 Arkansas 7 Wahlbezirke. - 1. William J. Driver (D) - 2. John E. Miller (D) - 3. Claude A. Fuller (D) - 4. Effiegene Locke Wingo (D) - 5. Heartsill Ragon (D) - 6. David Delano Glover (D) - 7. Tilman Bacon Parks (D) Kalifornien 11 Wahlbezirke. - 1. Clarence F. Lea (D) - 2. Harry Lane Englebright (R) - 3. Charles F. Curry (R) - 4. Florence Prag Kahn (R) - 5. Richard J. Welch (R) - 6. Albert E. Carter (R) - 7. Henry E. Barbour (R) - 8. Arthur M. Free (R) - 9. William E. Evans (R) - 10. Joe Crail (R) - 11. Phil Swing (R) Colorado 4 Wahlbezirke - 1. William R. Eaton (R) - 2. Charles B. Timberlake (R) - 3. Guy U. Hardy (R) - 4. Edward T. Taylor (D) Connecticut 5 Wahlbezirke - 1. Augustine Lonergan (D) - 2. Richard P. Freeman (R) - 3. John Q. Tilson (R) bis zum 3. Dezember 1932 - 4. William Laurence Tierney (D) - 5. Edward W. Goss (R) Delaware Staatsweite Wahl - Robert G. Houston (R) Florida 4 Wahlbezirke - 1. Herbert J. Drane (D) - 2. Robert A. Green (D) - 3. Tom A. Yon (D) - 4. Ruth Bryan Owen (D) Georgia 12 Wahlbezirke - 1. Charles Gordon Edwards (D) bis zum 13. Juli 1931 - Homer C. Parker (D) ab dem 9. September 1931 - 2. Edward E. Cox (D) - 3. Charles R. Crisp (D) bis zum 7. Oktober 1932 - Bryant Thomas Castellow (D) ab dem 8. November 1932 - 4. William C. Wright (D) - 5. Robert Ramspeck (D) - 6. Samuel Rutherford (D) bis zum 4. Februar 1932 - Carlton Mobley (D) ab dem 2. März 1932 - 7. Malcolm C. Tarver (D) - 8. Charles Hillyer Brand (D) - 9. John Stephens Wood (D) - 10. Carl Vinson (D) - 11. William Chester Lankford (D) - 12. William Washington Larsen (D) Idaho 2 Wahlbezirke - 1. Burton L. French (R) - 2. Addison T. Smith (R) Illinois 25 Wahlbezirke. Außerdem wurden zwei Abgeordnete staatsweit gewählt - 1. Oscar Stanton De Priest (R) - 2. Morton D. Hull (R) - 3. Edward A. Kelly (D) - 4. Harry P. Beam (D) - 5. Adolph J. Sabath (D) - 6. James T. Igoe (D) - 7. Leonard W. Schuetz (D) - 8. Peter C. Granata (R) bis zum 5. April 1932 - Stanley H. Kunz (D) ab dem 5. April 1932 - 9. Frederick A. Britten (R) - 10. Carl R. Chindblom (R) - 11. Frank R. Reid (R) - 12. John T. Buckbee (R) - 13. William Richard Johnson (R) - 14. John Clayton Allen (R) - 15. Burnett M. Chiperfield (R) - 16. William E. Hull (R) - 17. Homer W. Hall (R) - 18. William P. Holaday (R) - 19. Charles Adkins (R) - 20. Henry T. Rainey (D) - 21. James Earl Major (D) - 22. Charles A. Karch (D) bis zum 6. November 1932 - 23. William W. Arnold (D) - 24. Claude V. Parsons (D) - 25. Kent E. Keller (D) - 26. William H. Dieterich (D) staatsweit gewählt - 27. Richard Yates (R) staatsweit gewählt Indiana 13 Wahlbezirke - 1. John W. Boehne (D) - 2. Arthur H. Greenwood (D) - 3. Eugene B. Crowe (D) - 4. Harry C. Canfield (D) - 5. Courtland C. Gillen (D) - 6. William Larrabee (D) - 7. Louis Ludlow (D) - 8. Albert Henry Vestal (R) bis zum 1. April 1932 - 9. Fred S. Purnell (R) - 10. William Robert Wood (R) - 11. Glenn Griswold (D) - 12. David Hogg (R) - 13. Samuel B. Pettengill (D) Iowa 11 Wahlbezirke - 1. William F. Kopp (R) - 2. Bernhard M. Jacobsen (D) - 3. Thomas J. B. Robinson (R) - 4. Gilbert N. Haugen (R) - 5. Cyrenus Cole (R) - 6. C. William Ramseyer (R) - 7. Cassius C. Dowell (R) - 8. Lloyd Thurston (R) - 9. Charles Edward Swanson (R) - 10. Fred C. Gilchrist (R) - 11. Ed H. Campbell (R) Kansas 8 Wahlbezirke. - 1. William P. Lambertson (R) - 2. Ulysses Samuel Guyer (R) - 3. Harold C. McGugin (R) - 4. Homer Hoch (R) - 5. James G. Strong (R) - 6. Charles I. Sparks (R) - 7. Clifford R. Hope (R) - 8. William Augustus Ayres (D) Kentucky 11 Wahlbezirke - 1. William Voris Gregory (D) - 2. Glover H. Cary (D) - 3. John William Moore (D) - 4. Cap R. Carden (D) - 5. Maurice Thatcher (R) - 6. Brent Spence (D) - 7. Virgil Chapman (D) - 8. Ralph Gilbert (D) - 9. Fred M. Vinson (D) - 10. Andrew J. May (D) - 11. Charles Finley (R) Louisiana 8 Wahlbezirke - 1. Joachim O. Fernández (D) - 2. Paul H. Maloney (D) - 3. Numa F. Montet (D) - 4. John N. Sandlin (D) - 5. Riley J. Wilson (D) - 6. Bolivar E. Kemp (D) - 7. René L. De Rouen (D) - 8. James Benjamin Aswell (D) bis zum 16. März 1931 - John H. Overton (D) ab dem 12. Mai 1931 Maine 4 Wahlbezirke - 1. Carroll L. Beedy (R) - 2. Donald B. Partridge (R) - 3. John E. Nelson (R) - 4. Donald F. Snow (R) Maryland 6 Wahlbezirke. - 1. Thomas Alan Goldsborough (D) - 2. William Purington Cole (D) - 3. Vincent Luke Palmisano (D) - 4. John Charles Linthicum (D) bis zum 5. Oktober 1932 - Ambrose Jerome Kennedy (D) ab dem 8. November 1932 - 5. Stephen Warfield Gambrill (D) - 6. David John Lewis (D) Massachusetts 16 Wahlbezirke - 1. Allen T. Treadway (R) - 2. William J. Granfield (D) - 3. Frank H. Foss (R) - 4. Pehr G. Holmes (R) - 5. Edith Nourse Rogers (R) - 6. Abram Andrew (R) - 7. William P. Connery (D) - 8. Frederick W. Dallinger (R) bis zum 1. Oktober 1932 - 9. Charles L. Underhill (R) - 10. John J. Douglass (D) - 11. George H. Tinkham (R) - 12. John W. McCormack (D) - 13. Robert Luce (R) - 14. Richard B. Wigglesworth (R) - 15. Joseph William Martin (R) - 16. Charles L. Gifford (R) Michigan 13 Wahlbezirke - 1. Robert H. Clancy (R) - 2. Earl C. Michener (R) - 3. Joseph L. Hooper (R) - 4. John C. Ketcham (R) - 5. Carl E. Mapes (R) - 6. Seymour H. Person (R) - 7. Jesse P. Wolcott (R) - 8. Bird J. Vincent (R) bis zum 18. Juli 1931 - Michael J. Hart (D) ab dem 3. November 1931 - 9. James C. McLaughlin (R) bis zum 29. November 1932 - 10. Roy O. Woodruff (R) - 11. Frank P. Bohn (R) - 12. W. Frank James (R) - 13. Clarence J. McLeod (R) Minnesota 10. Wahlbezirke - 1. Victor Christgau (R) - 2. Frank Clague (R) - 3. August H. Andresen (R) - 4. Melvin Maas (R) - 5. William I. Nolan (R) - 6. Harold Knutson (R) - 7. Paul John Kvale (Farmer Labor Party) - 8. William Pittenger (R) - 9. Conrad Selvig (R) - 10. Godfrey G. Goodwin (R) bis zum 16. Februar 1933 Mississippi 8 Wahlbezirke - 1. John E. Rankin (D) - 2. Wall Doxey (D) - 3. William M. Whittington (D) - 4. T. Jeff Busby (D) - 5. Ross A. Collins (D) - 6. Robert Samuel Hall (D) - 7. Percy Quin (D) bis zum 4. Februar 1932 - Lawrence R. Ellzey (D) ab dem 15. März 1932 - 8. James William Collier (D) Missouri 16 Wahlbezirke - 1. Milton A. Romjue (D) - 2. Ralph F. Lozier (D) - 3. Jacob L. Milligan (D) - 4. David W. Hopkins (R) - 5. Joe Shannon (D) - 6. Clement C. Dickinson (D) - 7. Samuel C. Major (D) bis zum 28. Juli 1931 - Robert Davis Johnson (D) ab dem 29. September 1931 - 8. William L. Nelson (D) - 9. Clarence Cannon (D) - 10. Henry F. Niedringhaus (R) - 11. John J. Cochran (D) - 12. Leonidas C. Dyer (R) - 13. Clyde Williams (D) - 14. James F. Fulbright (D) - 15. Joe J. Manlove (R) - 16. William Edward Barton (D) Montana 2 Wahlbezirke - 1. John M. Evans (D) - 2. Scott Leavitt (R) Nebraska 6 Wahlbezirke - 1. John H. Morehead (D) - 2. Howard M. Baldrige (R) - 3. Edgar Howard (D) - 4. John N. Norton (D) - 5. Ashton C. Shallenberger (D) - 6. Robert G. Simmons (R) | Nevada Staatsweite Wahl - Samuel S. Arentz (R) New Hampshire 2 Wahlbezirke - 1. Fletcher Hale (R) bis zum 22. Oktober 1931 - William Nathaniel Rogers (D) ab dem 5. Januar 1932 - 2. Edward Hills Wason (R) New Jersey 12 Wahlbezirke - 1. Charles A. Wolverton (R) - 2. Isaac Bacharach (R) - 3. William H. Sutphin (D) - 4. Charles Aubrey Eaton (R) - 5. Ernest R. Ackerman (R) bis zum 18. Oktober 1931 - Percy Hamilton Stewart (D) ab dem 1. Dezember 1931 - 6. Randolph Perkins (R) - 7. George N. Seger (R) - 8. Fred A. Hartley (R) - 9. Peter Angelo Cavicchia (R) - 10. Frederick R. Lehlbach (R) - 11. Oscar L. Auf der Heide (D) - 12. Mary Teresa Norton (D) New Mexico Staatsweite Wahl - Dennis Chavez (D) New York 43 Wahlbezirke - 1. Robert L. Bacon (R) - 2. William F. Brunner (D) - 3. George W. Lindsay (D) - 4. Thomas H. Cullen (D) - 5. Loring M. Black (D) - 6. Andrew Lawrence Somers (D) - 7. John J. Delaney (D) ab dem 3. November 1931 - 8. Patrick J. Carley (D) - 9. Stephen A. Rudd (D) - 10. Emanuel Celler (D) - 11. Anning Smith Prall (D) - 12. Samuel Dickstein (D) - 13. Christopher D. Sullivan (D) - 14. William I. Sirovich (D) - 15. John J. Boylan (D) - 16. John J. O’Connor (D) - 17. Ruth Baker Pratt (R) - 18. Martin J. Kennedy (D) - 19. Sol Bloom (D) - 20. Fiorello LaGuardia (R) - 21. Joseph A. Gavagan (D) - 22. Anthony J. Griffin (D) - 23. Frank Oliver (D) - 24. James M. Fitzpatrick (D) - 25. Charles D. Millard (R) - 26. Hamilton Fish III (R) - 27. Harcourt J. Pratt (R) - 28. Parker Corning (D) - 29. James S. Parker (R) - 30. Frank Crowther (R) - 31. Bertrand Snell (R) - 32. Francis D. Culkin (R) - 33. Frederick Morgan Davenport (R) - 34. John D. Clarke (R) - 35. Clarence E. Hancock (R) - 36. John Taber (R) - 37. Gale H. Stalker (R) - 38. James L. Whitley (R) - 39. Archie D. Sanders (R) - 40. Walter G. Andrews (R) - 41. Edmund F. Cooke (R) - 42. James M. Mead (D) - 43. Daniel A. Reed (R) North Carolina 10 Wahlbezirke - 1. Lindsay Carter Warren (D) - 2. John H. Kerr (D) - 3. Charles Laban Abernethy (D) - 4. Edward W. Pou (D) - 5. Charles Manly Stedman (D) bis zum 23. September 1930 - Franklin Wills Hancock (D) ab dem 4. November 1930 - 6. J. Bayard Clark (D) - 7. Walter Lambeth (D) - 8. Robert L. Doughton (D) - 9. Alfred L. Bulwinkle (D) - 10. Zebulon Weaver (D) North Dakota 3 Wahlbezirke - 1. Olger B. Burtness (R) - 2. Thomas Hall (R) - 3. James H. Sinclair (R) Ohio 22 Wahlbezirke - 1. Nicholas Longworth (R) bis zum 9. April 1931 - John B. Hollister (R) ab dem 3. November 1931 - 2. William E. Hess (R) - 3. Byron B. Harlan (D) - 4. John L. Cable (R) - 5. Frank C. Kniffin (D) - 6. James G. Polk (D) - 7. Charles Brand (R) - 8. Grant E. Mouser (R) - 9. Wilbur M. White (R) - 10. Thomas A. Jenkins (R) - 11. Mell G. Underwood (D) - 12. Arthur P. Lamneck (D) - 13. William L. Fiesinger (D) - 14. Francis Seiberling (R) - 15. C. Ellis Moore (R) - 16. Charles B. McClintock (R) - 17. Charles F. West (D) - 18. B. Frank Murphy (R) - 19. John G. Cooper (R) - 20. Charles A. Mooney (D) bis zum 29. Mai 1931 - Martin L. Sweeney (D) ab dem 3. November 1931 - 21. Robert Crosser (D) - 22. Chester C. Bolton (R) Oklahoma 8 Wahlbezirke - 1. Wesley E. Disney (D) - 2. William W. Hastings (D) - 3. Wilburn Cartwright (D) - 4. Thomas D. McKeown (D) - 5. Fletcher B. Swank (D) - 6. Jed Johnson (D) - 7. James V. McClintic (D) - 8. Milton C. Garber (R) Oregon 3 Wahlbezirke - 1. Willis C. Hawley (R) - 2. Robert R. Butler (R) bis zum 7. Januar 1933 - 3. Charles Martin (D) Pennsylvania 36 Wahlbezirke - 1. James M. Beck (R) - 2. George Scott Graham (R) bis zum 4. Juli 1931 - Edward L. Stokes (R) ab dem 3. November 1931 - 3. Harry C. Ransley (R) - 4. Benjamin M. Golder (R) - 5. James J. Connolly (R) - 6. George Austin Welsh (R) bis zum 31. Mai 1932 - Robert Lee Davis (R) ab dem 8. November 1932 - 7. George P. Darrow (R) - 8. James Wolfenden (R) - 9. Henry Winfield Watson (R) - 10. J. Roland Kinzer (R) - 11. Patrick J. Boland (D) - 12. Charles Murray Turpin (R) - 13. George F. Brumm (R) - 14. Norton Lewis Lichtenwalner (D) - 15. Louis Thomas McFadden (R) - 16. Robert F. Rich (R) - 17. Frederick William Magrady (R) - 18. Edward M. Beers (R) bis zum 21. April 1932 - Joseph Franklin Biddle (R) ab dem 8. November 1932 - 19. Isaac Hoffer Doutrich (R) - 20. James Russell Leech (R) bis zum 29. Januar 1932 - Howard William Stull (R) ab dem 26. April 1932 - 21. Jacob Banks Kurtz (R) - 22. Harry L. Haines (D) - 23. James Mitchell Chase (R) - 24. Samuel Austin Kendall (R) bis zum 8. Januar 1933 - 25. Henry Wilson Temple (R) - 26. J. Howard Swick (R) - 27. Nathan Leroy Strong (R) - 28. Thomas Cunningham Cochran (R) - 29. Milton William Shreve (R) - 30. William R. Coyle (R) - 31. Adam Martin Wyant (R) - 32. Edmund Frederick Erk (R) - 33. Melville Clyde Kelly (R) - 34. Patrick Joseph Sullivan (R) - 35. Harry Allison Estep (R) - 36. Guy Edgar Campbell (R) Rhode Island 3 Wahlbezirke - 1. Clark Burdick (R) - 2. Richard S. Aldrich (R) - 3. Francis Condon (D) South Carolina 7 Wahlbezirke. - 1. Thomas S. McMillan (D) - 2. Butler B. Hare (D) - 3. Frederick H. Dominick (D) - 4. John J. McSwain (D) - 5. William F. Stevenson (D) - 6. Allard H. Gasque (D) - 7. Hampton P. Fulmer (D) South Dakota 3 Wahlbezirke - 1. Charles A. Christopherson (R) - 2. Royal C. Johnson (R) - 3. William Williamson (R) Tennessee 10 Wahlbezirke - 1. Oscar Lovette (R) - 2. J. Will Taylor (R) - 3. Sam D. McReynolds (D) - 4. John Ridley Mitchell (D) - 5. Ewin L. Davis (D) - 6. Joseph W. Byrns (D) - 7. Edward Everett Eslick (D) bis zum 14. Juni 1932 - Willa Eslick (D) ab dem 14. August 1932 - 8. Gordon Browning (D) - 9. Jere Cooper (D) - 10. Edward Crump (D) Texas 18 Wahlbezirke - 1. Wright Patman (D) - 2. Martin Dies Jr. (D) - 3. Morgan G. Sanders (D) - 4. Sam Rayburn (D) - 5. Hatton W. Sumners (D) - 6. Luther Alexander Johnson (D) - 7. Clay Stone Briggs (D) - 8. Daniel E. Garrett (D) bis zum 13. Dezember 1932 - Joe H. Eagle (D) ab dem 8. Januar 1933 - 9. Joseph J. Mansfield (D) - 10. James P. Buchanan (D) - 11. Oliver H. Cross (D) - 12. Fritz G. Lanham (D) - 13. Guinn Williams (D) - 14. Harry M. Wurzbach (R) bis zum 6. November 1931 - Richard M. Kleberg (D) ab dem 24. November 1931 - 15. John Nance Garner (D) - 16. R. Ewing Thomason (D) - 17. Thomas L. Blanton (D) - 18. John Marvin Jones (D) Utah 2 Wahlbezirke - 1. Don B. Colton (R) - 2. Frederick C. Loofbourow (R) Vermont 2 Wahlbezirke - 1. John E. Weeks (R) - 2. Ernest Gibson (R) Virginia 10 Wahlbezirke - 1. S. Otis Bland (D) - 2. Menalcus Lankford (R) - 3. Andrew Jackson Montague (D) - 4. Patrick H. Drewry (D) - 5. Thomas G. Burch (D) - 6. Clifton A. Woodrum (D) - 7. John W. Fishburne (D) - 8. Howard W. Smith (D) - 9. John W. Flannagan (D) - 10. Henry St. George Tucker III (D) bis zum 23. Juli 1932 - Joel West Flood (D) Washington 5 Wahlbezirke - 1. Ralph Horr (R) - 2. Lindley H. Hadley (R) - 3. Albert Johnson (R) - 4. John W. Summers (R) - 5. Samuel B. Hill (D) West Virginia 6 Wahlbezirke - 1. Carl G. Bachmann (R) - 2. Frank L. Bowman (R) - 3. Lynn Hornor (D) - 4. Robert Lynn Hogg (R) - 5. Hugh Ike Shott (R) - 6. Joe L. Smith (D) Wisconsin 11 Wahlbezirke - 1. Thomas Ryum Amlie (R) ab dem 13. Oktober 1931 - 2. Charles A. Kading (R) - 3. John M. Nelson (R) - 4. John C. Schafer (R) - 5. William H. Stafford (R) - 6. Michael Reilly (D) - 7. Gardner R. Withrow (R) - 8. Gerald J. Boileau (R) - 9. George J. Schneider (R) - 10. James A. Frear (R) - 11. Hubert H. Peavey (R) Wyoming Staatsweite Wahlen - Vincent Carter (R) |

Nicht stimmberechtigte Mitglieder im Repräsentantenhaus:
- Alaska-Territorium:
  - James Wickersham (R)
- Hawaii-Territorium:
  - Victor S. K. Houston (R)
- Philippinen: 
  - Pedro Guevara
  - Camilo Osias
- Puerto Rico:
  - Félix Córdova Dávila bis zum 11. April 1932
    - José Lorenzo Pesquera ab dem 15. April 1932